# Carlos Pedrell
Carlos Pedrell (født 16. oktober 1878 i Minas – død 9. marts 1941 i Montrouge, Paris) var en uruguayansk komponist og lærer.
Pedrell, der var nevø til komponisten Felipe Pedrell, tog til Spanien for at studere hos onklen og tog derefter til Paris for at studere hos Vincent d'Indy på dennes berømte musikskole, Schola Cantorum.
Han tog så til Argentina, hvor han underviste på National University of Tucúman.
Pedrell har skrevet operaer, balletmusik, orkesterværker, sonater og klaverstykker. 
Pedrell tog tilbage til Paris i 1921, hvor han boede til sin død i 1941. 

## Udvalgt diskografi
- Ilse – opera
- La Leyenda del Urutá – opera
- Gaucho con botas nuevas – for orkester
- Réquiem
- Canciones para Canto Y – for klaver
- Klaverstykker